# Tegula patagonica
Tegula patagonica is een slakkensoort uit de familie van de Tegulidae. In 1835, publiceerde Alcide d'Orbigny voor het eerst de wetenschappelijke naam van deze soort op geldige wijze.